# Giovanni Norchiati
Giovanni Norchiati, Norchiatus (Poggibonsi, ... – ...; fl. XVI secolo), è stato un religioso e letterato italiano, già nei suoi primi anni fu condotto a Firenze, dove prese il domicilio e dove poi divenne canonico in San Lorenzo; egli fu zio di  Giovanni Angelo Montorsoli.

## Opere
Giovanni Norchiati scrisse un Trattato de' Dittonghi toscani, dedicato a Pier Francesco Giambullari e, come scrive il Doni, compose un Vocabolario de' vocaboli spettanti tutti i mestieri, anche quelli più meccanici . Per la compilazione di questo volume egli osservò tutte le professioni dell'arte, andando di bottega in  bottega, e trascrisse i nomi degli strumenti che erano adoperati dagli artefici, sotto alcuni dei quali cercò di apporre delle illustrazioni disegnate da lui stesso, ognuna col proprio nome, ma quest'opera [...]  non comparve più alla luce.

## Accademia degli Umidi
Il 1º novembre 1540 nacque a Firenze l'"Accademia degli Umidi", composta da letterati fiorentini, fra i quali Giovanni Norchiati, Cosimo Bartoli e Pierfrancesco Giambullari, che si riunivano in casa di Giovanni Mazzuoli, lo Stradino, per discutere sulla lingua e sulla letteratura toscana.